# Audi R8 (LMP)
Audi R8 je Le Man prototip (LMP) sportski automobil koji se prvobitno pojavio 2000. godine i bio namenjen sportskim trkama. Predstavlja usavršenu verziju Audija R8R i Audija R8C iz 1999. godine. Neki ga smatraju jednim od najuspešnijih sportskih automobila koji je ikad proizveden (zajedno sa takvim modelima kao što je Porše 956/962), jer je osvojio prestižnu trku Le Man u 2000, 2001, 2002, 2004. i 2005. godini. Jedini model koji je bio uspešniji bio je Bentli spid 8, koji je šest puta trijumfovao na ovoj trci. To se desilo 2003. godine, kada je R8 završio trku kao treći.